# Ruše, Žalec
Ruše este o localitate din comuna Žalec, Slovenia, cu o populație de 69 de locuitori.